# Zonda Attila
Zonda Attila (Marosvásárhely, 1950. augusztus 2. – Marosvásárhely, 1997. április 4.) erdélyi magyar közíró, politikus, médiaszemélyiség.

## Életútja
Tanulmányokat szülővárosában a zeneiskolában folytatott, végül a Bolyai Farkas Líceumban érettségizett 1969-ben. Zenetanári diplomát a marosvásárhelyi Pedagógiai Főiskolán szerzett 1972-ben. Tanulmányai befejeztével a máramarosi Hosszúmezőre került, ahol 18 évig volt zenetanár, ugyanakkor a környék aktív közösségszervezője, kulturális mindenese. Tanárkodásának első itt töltött szakaszában televíziós mintára Ki mit tud? vetélkedőt rendezett, melyet rádióban is közöltek és a sajtóban is ismertettek. Közben 1974-től 1976-ig a máramarosszigeti Népi Művészeti Iskolában is tanított. Tíz éven át vezette a Ricercar reneszánsz és kora barokk zenét játszó gyermekegyüttest, mely többször is nyert országos versenyeken; emellett felnőtt vegyes kórust alakított és vezényelt.
Az 1989-es romániai forradalom után alapító tagja volt a máramarosszigeti RMDSZ-szervezetnek, 1990-től tagja az RMDSZ Országos Ideiglenes Intézőbizottságának, majd az országos vezetőségnek mint ügyvezető-szervező alelnök. 1990 májusától 1992 októberéig a máramarosi magyarság képviselője volt a Román Parlamentben, kezdetben a tanügyi szakbizottságban dolgozott, majd az RMDSZ központi sajtó- és propagandatevékenységét irányította és a Román Televízió Puncte de vedere és Partidele în faţa naţiunii című politikai adásaiban az RMDSZ politikai műsorait szerkesztette és vezette. Ugyanakkor a bukaresti rádió magyar adásának is parlamenti tudósítója volt.
„Országszerte nagy népszerűségnek és hallgatottságnak örvendett Bársonyszékek és hangulatok című rovata. Az ebben elhangzott rádiótudósítások nemcsak a magyar választókhoz szóló pontos és hangulatos, időnként ironikus, ugyanakkor hitet sugárzó tájékoztatások, hanem egyúttal politikai-társadalmi kordokumentumok is” – írja Ábrám Zoltán Zonda Attila halálának egyéves évfordulóján megjelent, parlamenti tudósításait tartalmazó gyűjteménye utószavában. Domokos Géza pedig, aki „tanúja” volt a parlamenti események rögzítésének, a kötet előszavában ezt írja: „…jegyzetei az 1990. október 12. és 1992. október 16. közötti kereken két évet fogják át, pontosabban annak parlamenti csatározásait rögzítik. Szerzőjük … célja nem az események időrendbeli és részletekbe menő bemutatása, azt megtalálhatják hallgatói a napisajtóban, ill. az akkoriban hatalmas érdeklődéssel kísért elektronikus médiában. Ő, hangsúlyozza, inkább a román törvényhozás hangulatait szeretné megjeleníteni, az ott feltörő indulatokat kívánja lereagálni. Kommentátori szerepre sem vállalkozik, mondja, bár írásaiban a mai olvasó is kitűnő, lényegre törő értékeléseket talál.”
1992 őszén családi okokból hazaköltözött Marosvásárhelyre, ahol 1992 novemberétől az RMDSZ Maros megyei szervezetének alelnöke, majd 1994 decemberétől haláláig elnöke volt.

## Posztumusz kötete
- Bársonyszékek és hangulatok (Domokos Géza előszavával, Ábrám Zoltán utószavával, Csíkszereda 1998).